# École du service de santé des armées de Lyon-Bron
L'École du service de santé des armées de Lyon-Bron a formé de 1888 à 2011 les médecins des armées françaises (armée de terre, armée de l'air, marine nationale, et gendarmerie nationale), conjointement avec l'École du service de santé des armées de Bordeaux. L'École de Lyon a eu la particularité de former aussi des pharmaciens, des dentistes et des vétérinaires des armées. Elle a également abrité depuis le 3 novembre 2003, le centre de préparation aux opérations extérieures du service de santé (CPOPEX).
Sa mission a été reprise par l'École de santé des armées.

## Historique

### L'École du service de santé militaire de Lyon

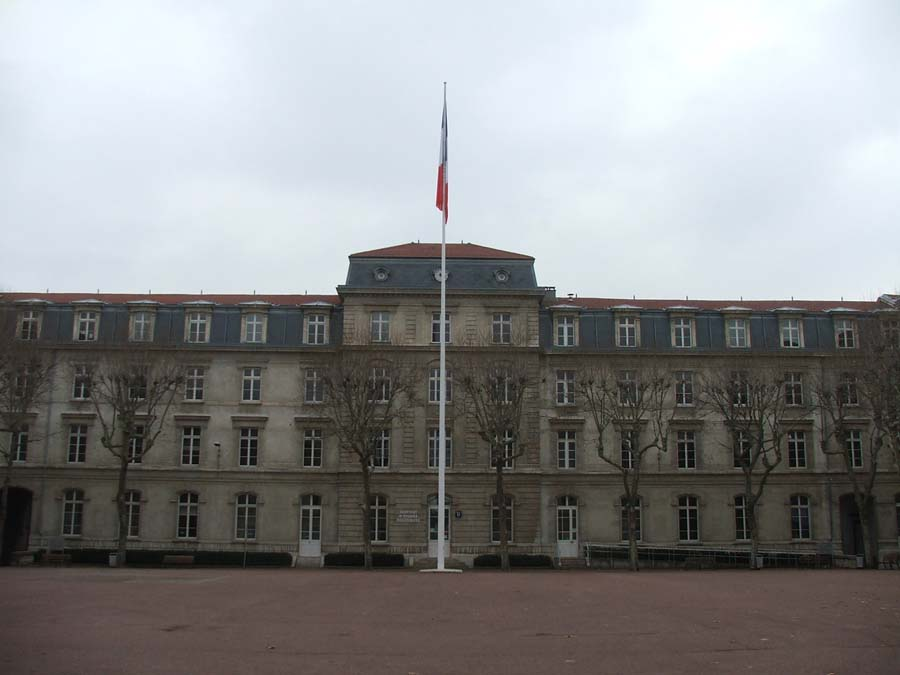
Ancienne école du Service de santé Militaire de Lyon

L'École impériale du Service de santé militaire de Strasbourg est fondée en 1856. En 1870, la ville de Strasbourg est prise par les Prussiens et l'école est fermée. Afin de la remplacer, une nouvelle école est construite à Lyon, celle-ci conservant pieusement les reliques de l'école originelle dans sa Salle de Tradition.
Les autorités portent leur choix sur Lyon pour les nombreux avantages qu'offrent la ville comme l'existence d'un important hôpital militaire construit en 1832. La municipalité prend en outre les frais liés à la construction de l'école. La première promotion de « Santards » arrive à l'école le 10 mars 1889 ; dès octobre 1889, les élèves sont logés à l'hôpital militaire Desgenettes, alors situé sur les quais du Rhône à proximité de l'hôpital de la Charité et ce jusqu'en 1894, année d'achèvement des travaux de construction de la nouvelle école.
Construite sur l'avenue des Ponts (devenue en 1907 avenue Berthelot), proche de la faculté de médecine alors située quai du Rhône, l'école est composée de plusieurs bâtiments. La façade, sur l'avenue des Ponts, contient le bâtiment principal dit de l'administration, ainsi que les logements du directeur, sous-directeur, major et trésorier de l'école. L'entrée principale s'ouvre sur un large vestibule, conduisant à une cour carré plantée d'arbres et encadrée de trois autres bâtiments, baptisés Percy (au fond), Larrey (à l'est) et Desgenettes (à l'ouest). Une annexe située en arrière de Percy, reliée par un pont fermé (rapidement baptisé pont des soupirs) au-dessus de la rue Méditerranée comprend infirmerie, gymnase, douches... Les bâtiments sont terminés pour la rentrée de 1894 seulement. Les fréquentes inondations des cuisines situées en sous-sol amènent les Santards à se nourrir en ces occasions à la Brasserie Georges. De même, l'école ne permettant d'accueillir que 260 élèves ; les élèves les plus anciens sont invités à se trouver un logement en ville, d'autres sont hébergés à l'hôpital militaire Villemanzy.
En 1902, la collection de cires anatomiques Tramond-Ferraton est installée à l'École dans le bâtiment Percy : elles servent à l'instruction des élèves jusqu'en 1960 puis sont dispersées dans les services de l'hôpital Desgenettes. Une trentaine a pu être retrouvée et est exposée dans l'École actuelle.
En 1914, l'école devient hôpital complémentaire. Les Santards font leur devoir : lorsque les portes se rouvrent aux élèves en octobre 1919, quarante-cinq d'entre eux sont tombés au champ d'honneur. Quatre-vingt-neuf sont décorés de la Légion d'honneur, quatre-vingt-douze de la médaille militaire, plus de quatre cents cités une ou plusieurs fois.
La rentrée de 1919 marque aussi la réouverture du recrutement des pharmaciens. Peu après, en 1925, est créé une section coloniale, qui perdurera jusqu'en 1956. En 1928, l'école se voit remettre un drapeau, ainsi que la Croix de guerre qui lui a été décerné en 1926. En 1935, l'école reçoit place Bellecour la croix de chevalier de la Légion d'honneur, décernée en 1933 pour le comportement des élèves au front mais aussi en Algérie et au Maroc. La durée des études continue de se rallonger : de 5 ans depuis 1911, elle passe en 1934 à 6 ans. Enfin, c'est à cette époque qu'est créé le premier insigne de l'école. C'est également durant l'entre-deux-guerres qu'est créée la section d'« élèves coloniaux » (en 1925) ; chaque promotion en compte vingt à trente jusqu'en 1956. Plusieurs des grands noms de la médecine coloniale, devenue la médecine d'outre-mer, sont issus de l'École de l'avenue Berthelot.

### L'École du service de santé sous l'occupation
En 1939, les élèves de l'école sont envoyés au front, avec le grade de médecin auxiliaire. Cependant, quelques mois plus tard, ils sont invités à renoncer à leurs galons pour pouvoir rester à l'école. En 1940, le mot « militaire » est supprimé de l'appellation de l'école. Les élèves sont mis en tenue civile, sans insigne ni attribut. Ils partagèrent l'école avec deux promotions de polytechniciens repliés à Lyon.
En 1942, la Wehrmacht occupe la zone libre. L'année suivante, les élèves sont dispersés : ils rejoignent les chantiers de jeunesse, relèvent les médecins prisonniers, ou entrent dans la résistance. La Gestapo s'installe à l'école. Elle y torture, notamment avec Klaus Barbie, dans les sous-sols de nombreux prisonniers. Jean Moulin et Lise Lesèvre font partie des victimes. Le 26 mai 1944, un bombardement allié détruit la façade de l'école. Pendant la durée de la guerre, que ce soit pendant la campagne de 1940, celle d'Alsace et d'Allemagne, dans la Résistance ou à la libération, quatorze élèves sont tués au combat, souvent dans l'accomplissement héroïque de leur devoir, comme le médecin auxiliaire Louis Hébrard, tombé à la Rochelle, qui était parti volontaire au front, et avait répondu à qui s'en étonne : « à l'école, nous avons des traditions ».

### L’après-guerre à la vieille «boate» de Berthelot

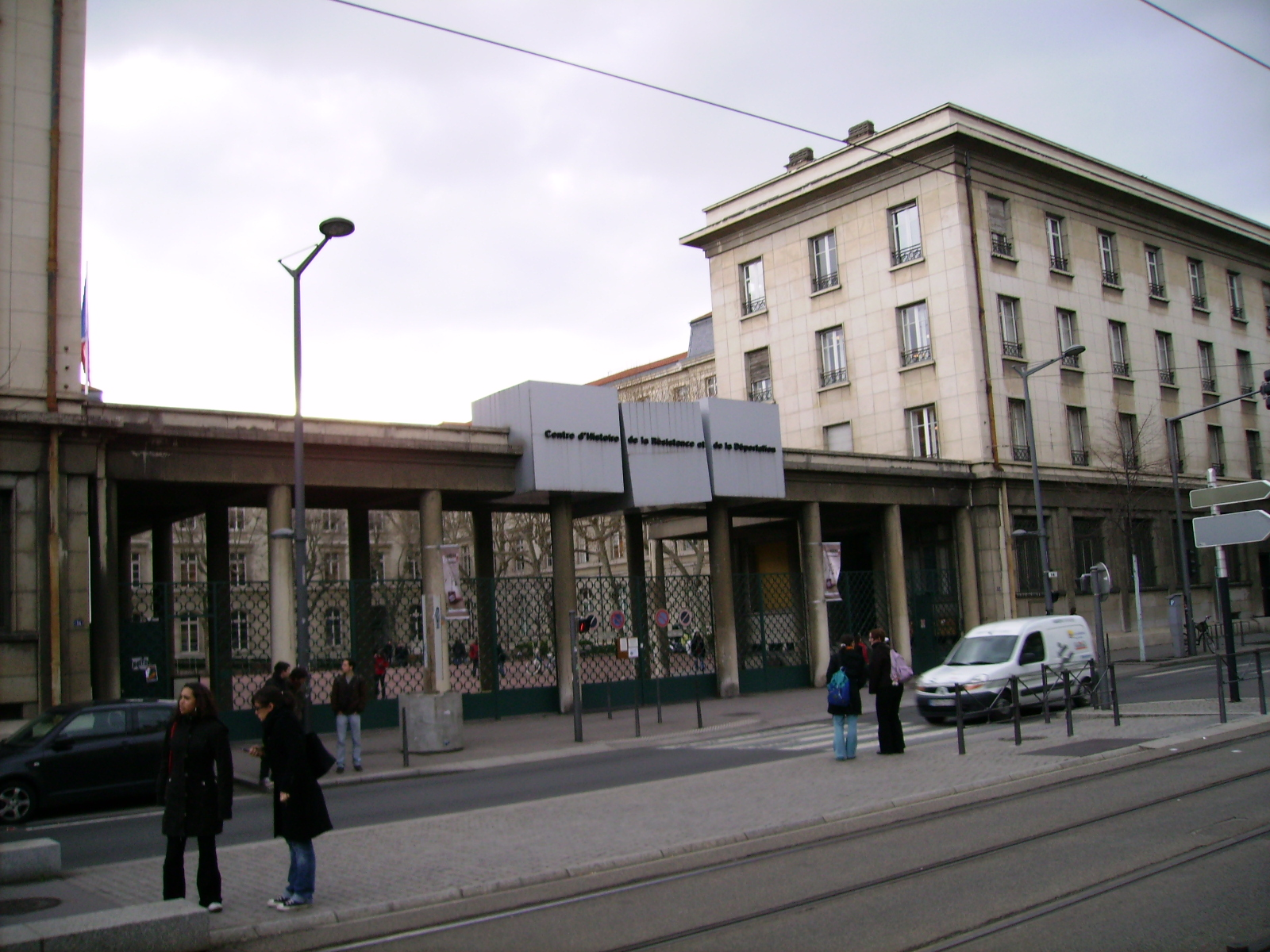
Entrée de l'actuel Centre Berthelot sur l'avenue Berthelot

L'école rouvre ses portes en 1945. Elle reçoit en 1946 la croix de guerre 1939-1945 avec palme. En 1947, l'insigne de l'école est homologué, il perdure jusqu'en 2011. C'est à partir de cette année que les promotions sont baptisées du nom d'un ancien de l'école (auparavant, deux promotions seulement avaient été baptisées : « Croix du drapeau » en 1936, et « Médecin capitaine Jean Vial » en 1942). En 1946 est créée une section d'élèves vétérinaires, ainsi qu'une section d'élèves officiers d'administration qui restera à l'école jusqu'en 1985. En 1952, les premières filles intègrent l'école. Leur recrutement est pourtant interrompu en 1957, et ne reprend qu'en 1973. Les élèves militaires étrangers sont accueillis à l'école depuis 1894. En 1956, l'école reçoit la croix de guerre des T.O.E. avec palme. La reconstruction des bâtiments détruits ne se termine qu'en 1962, la façade étant remplacée par deux immeubles réunis par un péristyle.
En 1964, les quatre services de santé fusionnent en un seul service de santé des armées. À la formation traditionnelle des médecins de l'armée de terre, d'outre-mer et de l'armée de l'air, s'ajoute celle de ceux de la marine, conséquence de l'homogénéisation avec l'École de Bordeaux. En contrepartie, les élèves doivent abandonner leur képi rouge contre une tenue bleue inter-armes, mais aussi leur tenue de cérémonie, dite « tenue Pinder ». Héritée de Strasbourg, si elle est plusieurs fois abandonnée, elle est à chaque fois remise à l'ordre du jour. 
L'École de l'avenue Berthelot, chroniquement trop petite, déjà agrandie depuis sa création, est devenue peu apte à remplir sa mission. En 1970, la reconstruction est officiellement décidée et le terrain choisi sur l'ancienne base aérienne de Bron. Les élèves ont gardé de l'ancienne école de nombreux souvenirs : plaques commémoratives, photos, le monument aux morts et son inscription « Souviens-toi », la cloche fondue dans les canons d'Alger portant l'inscription « Hier canons d'Alger, aujourd'hui airain sacré, je bénis la souffrance et pleure le trépas des braves ». Après plusieurs semaines de déménagement, un adieu ému au cinéma « Le Comœdia », au « quartier latin », ayant rendu leur vieille école et l'hôpital Villemanzy à la ville, les Santards entrent le 10 juillet 1981 au 331 avenue Franklin-Roosevelt à Bron.

### L'École du service de santé des armées de Lyon-Bron
La nouvelle « Boîte », qui doit en théorie accueillir les deux écoles de Lyon et de Bordeaux, couvre trente hectares. Les trois bâtiments principaux, rebaptisés Percy, Larrey et Desgenettes à la demande des élèves abritent les logements des élèves, ainsi que les amphithéâtres, la bibliothèque, des salles de cours, et le musée de tradition sur lequel veille Anatole, le vénérable squelette de la « bibal » amené pieusement à Bron. Les anciennes fresques du foyer des élèves dans les caves de Berthelot, peintes à même le mur par Fourcade et Délivré, sont refaites par Dordain notamment, et ornent le nouveau foyer ainsi que l'infirmerie. Le poste de sécurité a remplacé le « sphincter », c’est-à-dire l'ancien concierge de l'école. Le poste de commandement, rapidement rebaptisé « l'aquarium » par les élèves, domine la place d'armes. Il abrite l'essentiel des autorités, mais aussi la salle d'honneur dite « Salle Du Barry » en mémoire de la comtesse qui a offert sa bibliothèque à l'Hôpital militaire du Gros Caillou (qui est remplacé par le Val-de-Grâce). Cette bibliothèque contient les livres du médecin principal Rouis, commandant en second l'École Impériale du Service de Santé Militaire de Strasbourg.
Les études de médecine se sont encore rallongées : neuf ans.

### L'École de santé des armées
Le 1er juillet 2011, l'École est dissoute et voit naitre sur son site l'École de santé des armées, héritière des deux Écoles de Lyon et Bordeaux.

## Promotions

### Promotions de l'ESSM de Lyon
- 1936.    Croix du drapeau
- 1942.    Médecin capitaine Vial
- 1946.    Médecin capitaine Mourier
- 1947.    Médecin colonel René Bruyère
- 1950.    Médecin général inspecteur Vincent
- 1951.    Médecin commandant Jean-Louis
- 1952.    Médecin général Rieux
- 1953.    Médecin capitaine Raymond
- 1954.    Médecin général Paître
- 1955.    Médecin lieutenant Coudier
- 1956.    Médecin général inspecteur Sieur
- 1957.    Médecin capitaine Loup
- 1958.    Médecin commandant Zoeller
- 1959.    Médecin capitaine Feuilly
- 1960.    Médecin capitaine Winckel
- 1961.    Médecin général inspecteur Toubert
- 1962.    Médecin colonel Mabille
- 1963.    Médecin général inspecteur Sacquépée
- 1964.    Médecin colonel Faure
- 1965.    Médecin général inspecteur Maisonnet
- 1966.    Médecin commandant Grémillet
- 1967.    Médecin général inspecteur Lieux
- 1968.    Médecin capitaine Morer
- 1969.    Strasbourg
- 1970.    Médecin de 1re classe Garcia et Médecin de 2e classe de Larre de la Dorie

### Promotions de l'ESSA de Lyon
- 1971.    Médecin général inspecteur Debenedetti
- 1972.    Médecin colonel Jamot
- 1973.    Médecin auxiliaire Hébrard
- 1974.    Capitaine Jubin
- 1975.    Médecin capitaine Louisgrand
- 1976.    Médecin général Beyne
- 1977.    Médecin lieutenant Marrec
- 1978.    Médecin lieutenant Plisson
- 1979.    Médecin capitaine Seys
- 1980.    Médecin lieutenant Marchal

### Promotions de l'ESSA de Lyon-Bron
- 1981. Lyon, la Vieille École
- 1982. Médecin capitaine Manine
- 1983. Médecin major Duchesne
- 1984. Médecin capitaine Millant
- 1985. Médecin chef des services Pernod
- 1986. Médecin capitaine Cheynel
- 1987. Centenaire
- 1988. Médecin capitaine Balay
- 1989. Médecin capitaine Laquintinie
- 1990. Médecin capitaine Dubois
- 1991. Médecin capitaine Buchheit
- 1992. Chirurgiens de la Grande Armée
- 1993. Médecin inspecteur général Fournial
- 1994. Médecin inspecteur Laveran
- 1995. Médecin capitaine Gilbert-Desvallons
- 1996. Médecin principal de 2e classe Henry Foley
- 1997. Médecin capitaine Éric Dorléans
- 1998. Médecin lieutenant Galloni
- 1999. Médecin principal de 2e classe Lacassagne
- 2000. Médecin major de 2e classe de Verbizier
- 2001. Médecin général inspecteur Ehrhart
- 2002. Médecins des Bataillons de la Route coloniale 4 (évoquant les combats de la RC4 en Indochine)
- 2003. Médecin général Lapeyssonnie
- 2004. Médecin en chef Jourdan
- 2005. Médecin inspecteur général Vaillard
- 2006. Médecin général inspecteur Petchot-Bacqué
- 2007. Médecin inspecteur général Henry Gabrielle
- 2008. Médecin capitaine Guénon
- 2009. Carabins Rouges

### Promotions de l'ESA Lyon Bron
- 2010. Médecin général Le Nepvou de Carfort[9].
- 2011. Médecin inspecteur général Edmond Delorme.
- 2012. Médecin général inspecteur Raoul Chavialle.
- 2013. Médecin général inspecteur Pierre Lefebvre.
- 2014. Médecins de la Grande Guerre.
- 2015. Médecin général inspecteur Lucien Jame.
- 2016. Médecin capitaine André Genet[10].
- 2017. Médecin général inspecteur Henri Rouvillois.
- 2018. Médecin Colonel Henri Fruchaud.
- 2019. Médecin Colonel Guy Charmot.
- 2020. Médecin Colonel Jean-Louis Rondy.
- 2021. Médecin général inspecteur Gaspard-Léonard Scrive.
- 2022. Médecin Colonel Georges Armstrong.
- 2023. Médecin Général Jean Trassagnac